# Одеські канікули
«Одеські канікули» — радянський художній фільм 1965 року, знятий Одеською кіностудією.

## Сюжет
1941 рік, Одеса. У дев'ятому класі «Б» склали останній іспит, попереду — канікули. Але в літні дні школярів вривається війна. Батьки і брати йдуть на фронт. За їхнім прикладом хлопці вирушають до військкомату і отримують перше завдання: ополченці і комсомольці повинні прикривати відхід військ. Віку, найкрасивішу дівчинку класу, мама везе із міста. Але в останню хвилину Віка зістрибує з трапа пароплава, що відчалює і залишається захищати своє місто…

## У ролях
- Галина Орлова — Віка
- Сергій Гурзо — Костя
- В'ячеслав Петров — Льоня
- Ірина Колегаєва — епізод
- Людмила Іцекзон — епізод
- Олександр Метьолкін — Митя
- Григорій Патласов — Гриша
- Анатолій Яббаров — Таран
- Марчелла Чеботаренко — Мар'яна
- Павло Махотін — Усенко
- Ніна Твердинська — мати Льоні
- Лідія Полякова — мати Віки
- Зінаїда Д'яконова — вчителька
- Віктор Ісаєв — господар воза
- Павло Михайлов — секретар обкому партії
- Олександр Камянко-Александровський — господар собачки
- Олександр Стародуб — воєнком
- Галина Бутовська — матуся
- Василь Векшин — комендант порту
- Олексій Ареф'єв — епізод
- Валентина Стороженко — мама хлопчика з кошеням
- Гелій Сисоєв — шофер

## Знімальна група
- Режисер — Юрій Петров
- Сценарист — Лев Аркадьєв
- Оператор — Федір Сильченко
- Композитор — Едуард Лазарев
- Художник — Муза Панаєва